# 혀 끝으로 만나는 중국
《혀 끝으로 만나는 중국》(중국어 간체자: 舌尖上的中国, 정체자: 舌尖上的中國, 병음: Shé jiān shàng de zhōng guó 서전상더중궈[*])은 중국의 프로그램이다.